# 라누치오 파르네세 (추기경)

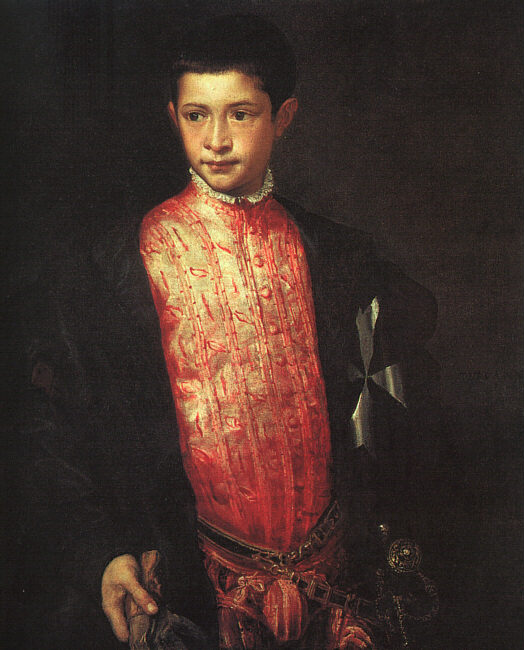
12살 때의 라누치오 파르네세의 초상화, 티치아노 베첼리.

라누치오 파르네세(이탈리아어: Ranuccio Farnese, 1530년 8월 11일 - 1565년 10월 29일)는 이탈리아의 고위 성직자로, 1545년부터 그가 죽은 1565년까지 시칠리아의 메시나에 있는 산타루치아의 추기경이었다.
라누치오 파르네세는 발렌타노에서 태어났다. 열두 살 때 그는 몰타 기사단의 중요한 소유지인 베네치아의 산 조반니 데이 포를라니 수도원 부원장이 되었다. 교황 바오로 3세의 사생아인 피에르 루이지 파르네세의 아들이었던 라누치오는 열다섯 살이 되자 그의 할아버지인 교황에 의해 추기경으로 서임되었다. 이때 그의 어린 나이 때문에 작은 추기경이라는 뜻의 cardinalino라는 별명이 붙여졌다.
더불어 그는 나폴리 대교구와 몇몇 교구도 하사받았다. 또한, 라누치오는 고대 그리스 수학 연구의 중요한 번역자인 페데리코 코만디노의 후원자이기도 했다.
라누치오의 형으로는 알레산드로 파르네세 추기경, 파르마의 공작인 오타비오 파르네세가 있다.
그는 로마의 산 조반니 인 라테라노 대성전에 매장되었다.

## 같이 보기
- 파르네세 가문